# Окафор, Ноа
Ноа́ Аринзечокву́ Окафо́р (нем. Noah Arinzechokwu Okafor; 24 мая 2000, Биннинген, Базель-Ланд, Швейцария) — швейцарский футболист, крайний полузащитник и нападающий итальянского клуба «Милан» и сборной Швейцарии. Участник чемпионата мира 2022.

## Клубная карьера

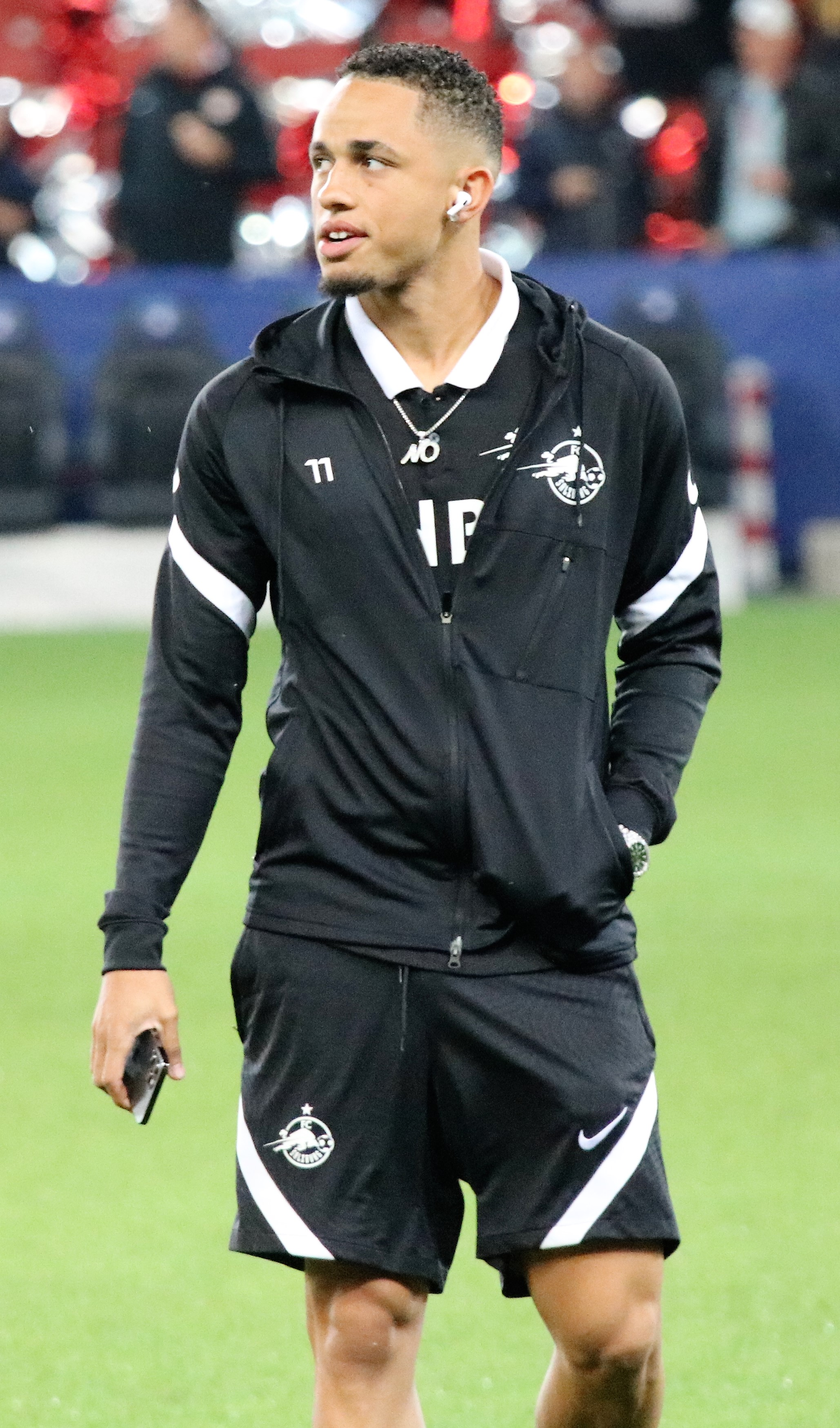
В составе «Зальцбурга» в 2021 году

Уроженец Биннингена, Ноа начал играть в футбол за местную команду «Арисдорф» в 2008 году. В 2009 году стал игроком молодёжной академии «Базеля». 31 января 2018 года подписал свой первый профессиональный контракт с клубом. 19 мая 2018 года дебютировал в основном составе «Базеля» в матче против клуба «Люцерн». 28 июля 2018 года забил свой первый гол за «Базель» в матче против «Ксамакса».
31 января 2020 года перешёл в австрийский клуб «Ред Булл» из Зальцбурга. 8 декабря 2021 года забил единственный гол в финальном матче группового этапа Лиги чемпионов, в котором «Зальцбург» обыграл «Севилью» и обеспечил себе выход в 1/8 финала, тем самым став первым австрийским клубом, вышедшим в плей-офф Лиги чемпионов.
22 июля 2023 года Ноа подписал контракт с «Миланом», заключив контракт на пять лет. Дебютировал за «россонери» в Серии А 21 августа, в матче против «Болоньи». 27 сентября, в победной выездной игре против «Кальяри» (3:1), забил свой первый гол за клуб.
3 февраля 2025 года перешёл в «Наполи» на правах аренды до конца сезона 2024/25 с возможностью перехода на постоянной основе. 23 мая 2025 года вместе с клубом выиграл чемпионат, сыграв при этом всего четыре матча в Серии А.

## Карьера в сборной
Выступал за сборные Швейцарии до 15, до 17, до 18 и до 19 лет и до 21 года.
9 июня 2019 года дебютировал в составе главной сборной Швейцарии в матче против сборной Англии.
В ноябре 2022 года был включён в заявку сборной Швейцарии на предстоящий чемпионат мира в Катаре.

## Личная жизнь
Ноа родился в семье нигерийца-игбо и швейцарки. Его младшие братья — Элайджа (род. 2003) и Исайя (род. 2005) — также являются футболистами.

## Статистика

### Клубная статистика
По состоянию на 17 августа 2025 года
| Клуб               | Сезон                         | Лига                          | Лига | Лига | Кубок | Кубок | Еврокубки | Еврокубки | Всего | Всего |
| Клуб               | Сезон                         | Лига                          | Игры | Голы | Игры  | Голы  | Игры      | Голы      | Игры  | Голы  |
| ------------------ | ----------------------------- | ----------------------------- | ---- | ---- | ----- | ----- | --------- | --------- | ----- | ----- |
| Базель             | 2017/18                       | Швейцарская Суперлига         | 1    | 0    | —     | —     | —         | —         | 1     | 0     |
| Базель             | 2018/19                       | Швейцарская Суперлига         | 24   | 3    | 3     | 1     | 1         | 0         | 28    | 4     |
| Базель             | 2019/20                       | Швейцарская Суперлига         | 14   | 0    | 2     | 1     | 7         | 2         | 23    | 3     |
| Базель             | Всего за «Базель»             | Всего за «Базель»             | 39   | 3    | 5     | 2     | 8         | 2         | 52    | 7     |
| Ред Булл Зальцбург | 2019/20                       | Австрийская Бундеслига        | 11   | 3    | 3     | 1     | 1         | 0         | 15    | 4     |
| Ред Булл Зальцбург | 2020/21                       | Австрийская Бундеслига        | 18   | 6    | 4     | 0     | 7         | 0         | 29    | 6     |
| Ред Булл Зальцбург | 2021/22                       | Австрийская Бундеслига        | 21   | 9    | 5     | 2     | 8         | 3         | 34    | 14    |
| Ред Булл Зальцбург | 2022/23                       | Австрийская Бундеслига        | 21   | 7    | 5     | 0     | 8         | 3         | 34    | 10    |
| Ред Булл Зальцбург | Всего за «Ред Булл Зальцбург» | Всего за «Ред Булл Зальцбург» | 71   | 25   | 17    | 3     | 24        | 6         | 112   | 34    |
| Милан              | 2023/24                       | Серия А                       | 28   | 6    | 0     | 0     | 8         | 0         | 36    | 6     |
| Милан              | 2024/25                       | Серия А                       | 11   | 1    | 1     | 0     | 5         | 0         | 17    | 1     |
| Милан              | 2025/26                       | Серия А                       | 0    | 0    | 1     | 0     | 0         | 0         | 1     | 0     |
| Милан              | Total                         | Total                         | 39   | 7    | 2     | 0     | 13        | 0         | 54    | 7     |
| Наполи (аренда)    | 2024/25                       | Серия А                       | 4    | 0    | —     | —     | —         | —         | 4     | 0     |
| Всего за карьеру   | Всего за карьеру              | Всего за карьеру              | 153  | 35   | 24    | 5     | 45        | 8         | 222   | 48    |

### Статистика за сборную
По состоянию на 18 ноября 2024 года
| Сборная   | Год   | Игры | Голы |
| --------- | ----- | ---- | ---- |
| Швейцария | 2019  | 1    | 0    |
| Швейцария | 2021  | 2    | 1    |
| Швейцария | 2022  | 9    | 1    |
| Швейцария | 2023  | 7    | 0    |
| Швейцария | 2024  | 5    | 0    |
| Всего     | Всего | 24   | 2    |

## Достижения
«Базель»
- Обладатель Кубка Швейцарии: 2018/19

«Ред Булл» (Зальцбург)
- Чемпион Австрии (4): 2019/20, 2020/21, 2021/22, 2022/23
- Обладатель Кубка Австрии (3): 2019/20, 2020/21, 2021/22

«Милан»
- Суперкубок Италии: 2024

«Наполи»
- Чемпион Италии: 2024/25

Личные
- Лучший молодой игрок Швейцарской Суперлиги: 2019/20